# نلسون مارکوس
نلسون مارکوس (انگلیسی: Nélson Marcos؛ زادهٔ ۱۰ ژوئن ۱۹۸۳) بازیکن فوتبال اهل پرتغال است.
از باشگاه‌هایی که در آن بازی کرده است می‌توان به باشگاه فوتبال آلمریا، باشگاه فوتبال پالرمو، باشگاه فوتبال اوساسونا، باشگاه فوتبال بوآویشتا، باشگاه ورزشی بنفیکا، باشگاه فوتبال آلکورکون، باشگاه فوتبال رئال بتیس، باشگاه فوتبال بلننسس، و باشگاه فوتبال سالگیروش اشاره کرد.
وی همچنین در تیم‌های ملی فوتبال زیر ۲۱ سال پرتغال و پرتغال بازی کرده است.

## دوران باشگاهی

### سال‌های اولیه
نلسون که در سال، کیپ ورد متولد شد، حرفه فوتبال خود را با ویلانونزه آغاز کرد. او در پریمیرا لیگا با بوآویستا نامی برای خود دست‌وپا کرد، پس از آنکه از سالگویروس که در آستانه انحلال بود، به این تیم پیوست.
در ماه مه ۲۰۰۵، نلسون در یک سانحه رانندگی به همراه بازیکن سابق بوآویستا، خوزه بوسینگوا که در آن زمان برای پورتو بازی می‌کرد، دچار حادثه شد. بوسینگوا که در زمان تصادف پشت فرمان جیپ خود بود، به دلیل سرعت زیاد و شرایط جاده‌ای لغزنده، خودرو را به یک خاکریز کوبید که در پی آن خودرو آتش گرفت؛ یکی از سرنشینان مجبور به قطع پای خود شد، در حالی که سه نفر دیگر آسیبی ندیدند.